# Бабков Сергій Андрійович
Сергій Андрійович Бабко́в (нар. 3 грудня 1948, Житомир) — український художник декоративно-ужиткового мистецтва і педагог; член Львівської організації Спілки радянських художників України з 1990 року. Чоловік мистецтвознавця Галини Кусько.

## Біографія
Народився 3 грудня 1948 року в місті Житомирі (нині Україна). 1972 року закінчив Львівський інститут прикладного та декоративного мистецтва, де навчався зокрема у Романа Сельського, Ласло Пушкаша, Любомира Медвідя, Наталії Паук.
Упродовж 1972—1982 років викладав у Львівському інституті прикладного та декоративного мистецтва; у 1982—1992 роках працював художником монументального цеху Львівського художньо-виробничого комбінату Львівського відділення Спілки художників України; з 1992 року викладає у Львівській національній академії мистецтв. Серед учнів: Вихованська Галина Євстахівна, Зийнич Марія Юріївна, Квасниця-Амбіцька Лілея Миронівна, Кришталь Лідія Миколаївна, Кусько Галина Дмитрівна, Наумко Дарія Мар'янівна.  Живе у Львові в будинку на вулиці Йосифа Сліпого, № 3 а.

## Творчість
Працює в різних галузях монументального, декоративно-ужиткового й станкового мистецтва. Серед робіт:
- монументально-декоративне панно «Сонце» (1983—1984);
- гобелени — «Святковий» (1982), «Реквієм» (1985), «Осінній мотив» (1986), «Рибалки» (1987), триптих «Львівські мотиви» (1984—1986), диптих «Коріння» (1988);
- монументально-декоративне панно «Від сили землі Руської» (1989);
- об'ємно-пластичні вітражі «Слов'янські мотиви» (1989)Ю, «Світ Нептуна» (1989);
- керамічна композиція «Зруйнований пантеон» (1991);
- монументальні мозаїчні панно «Хрещення» та «Святий Андрій» (1993—1995);
- серії графічних аркушів «Львів» (1999), «Карпатський краєвид» (2003);
- портрети — матері (2000), дружини (2001), автопортрет (2003).

Бере участь у республіканських, всеукраїнських, міжнародних виставках з 1977 року, зокрема за кордоном виставки відбулися у США у 1991 році, Польщі у 1995 році. Персональна виставка пройшла у Львові у 1997 році.
Твори зберігаються в муніципалній художній колекції Львова.